# Learning to Skateboard in a Warzone (If You’re a Girl)
Learning to Skateboard in a Warzone (If You’re a Girl) ist ein 2019 veröffentlichter Kurzfilm-Dokumentarfilm von Elena Andreicheva (Produktion) und Carol Dysinger (Regie). Der Film wurde 2020 mit dem Oscar ausgezeichnet.

## Handlung
Der Film erzählt von der gemeinnützigen Nichtregierungsorganisation Skateistan, welche in Kabul eine Schule unterhält, in der Mädchen neben Lesen, Schreiben und Rechnen in Skateboarding unterrichtet werden. Durch das Skateboarding wird ihr Selbstvertrauen aufgebaut.

## Hintergrund
Der Film feierte 2019 seine Premiere auf dem Tribeca Film Festival in New York und konnte gleich die Auszeichnung als bester kurzer Dokumentarfilm erhalten. Carol Dysinger hat eine längere Erfahrung in Filmen in Afghanistan.

## Rezeption
Bei der Verleihung des IDA Awards lobte die Jury den Film Learning to Skateboard in a Warzone für die Unterstützung der freudigen Kraft des Skateboardings, der Darstellung der außerordentlichen Arbeit von Skateistan in Kabul und den Mut und Einsatz des Filmteams.
In der New York Times war der Film als Favorit für den Oscar für den besten Dokumentar-Kurzfilm gesehen worden. Zur Begründung hieß es, dass Learning to Skateboard in a Warzone ein Charmeur sei, der politisch relevant genug sei, um Stimmen zu erhalten, aber auch die Zuschauer mit einem Lächeln nachhause sende.

## Auszeichnungen und Nominierungen

### Auszeichnungen
- Oscar 2020: Der Kurzfilm wurde mit dem Oscar für den Besten Dokumentar-Kurzfilm ausgezeichnet.[6]
- International Documentary Association 2019: Ausgezeichnet mit dem IDA Award für den besten Kurzfilm[7]
- Santa Fe Independent Film Festival 2019: Ausgezeichnet mit dem Publikumspreis für die beste Kurz-Dokumentation[8]
- Tribeca Film Festival 2019: Ausgezeichnet als beste Kurz-Dokumentation[2]

### Nominierungen
- British Academy of Film and Television Arts (BAFTA) 2020: Nominierung als bester britischer Kurzfilm